# Moana (Nouvelle-Zélande)
Pour les articles homonymes, voir Moana.
La ville de Moana est une petite localité de la région de la West Coast de l’Île du Sud de la Nouvelle-Zélande.

## Situation
Elle est située sur la berge nord du lac Brunner, et est au-dessous de la sortie du lac dans la rivière Arnold  , .

## Accès
Il existe un pont suspendu pédestre traversant la rivière Arnold, allant de la ville jusqu’aux berges du lac en passant au travers de la rivière, avec des promenades faciles dans la campagne de chaque côté.
La ligne de chemin de fer Midland passe à travers la ville de Moana et le service du train touristique nommée TranzAlpine (en)  traverse la ville une fois dans chaque direction chaque jour, mais les trains de marchandises transportant du charbon fonctionnent beaucoup plus souvent.

## Population
La population est de 246 habitants selon le recensement de 2006  (recensement de 2006 en nouvelle-Zélande (en), mais est en diminution de 6 résidents par rapport à 2001.

## Attractions
Les principales attractions touristiques de la ville sont la vue panoramique et les opportunités de sports nautiques provenant de sa position sur les berges du Lac Brunner.
En mai 2013, Moana devint l’une des premières places de la Nouvelle-Zélande pour la possession des véhiculesquatre roues motrices tous terrains (4G wireless broadband) .

## Éducation
L’école de “Lake Brunner School (en)” est une école primaire mixte (allant de l'année 1 à 8) avec un taux décile de 6 et un effectif de 55 élèves .
L’école de ‘Rotomanu’ ferma et fusionna avec celle de ’ Moana’ en 2005.